# 30 شمال لاسال
30 شمال لاسال هي ناطحة سحاب طويلة القامة في شيكاغو،إلينوي،الولايات المتحدة تم الانتهاء منه في عام 1975 وتتالف من 44 طابقاً ويعتبر الأطول في شيكاغو.

## المستأجرين
- الهواتف ونظام المعلومات (شركة)

## انظر ايضاً
- قائمة أطول المباني في شيكاغو
- قائمة أطول المباني في مدينة نيويورك